# Ямозеро (озеро, Архангельская область)
Ямозеро (Ям-озеро) — озеро в России, располагается на территории Лешуконского района Архангельской области.
Озеро находится на высоте 76 м над уровнем моря, между болотами Гагарка и Островистое. Площадь — 2,7 км². Площадь водосборного бассейна — 31 км². Берега местами подвержены зарастанию. С юго-запада на северо-восток озеро пересекает верхнее течение реки Виска, левой составляющей Кимжы.

## Данные водного реестра
По данным государственного водного реестра России относится к Двинско-Печорскому бассейновому округу, водохозяйственный участок — Мезень от водомерного поста деревни Малонисогорская и до устья. Речной бассейн — Мезень.
Код водного объекта в государственном водном реестре — 03030000211103000009441.